# Hälsingborg–Hässleholms Järnväg
Hälsingborg-Hässleholms Järnväg (HHJ) var en 1875 invigd enskild järnväg som förstatligades 1938 och införlivades i Statens Järnvägar 1940. Järnvägen ingår i Skånebanan.

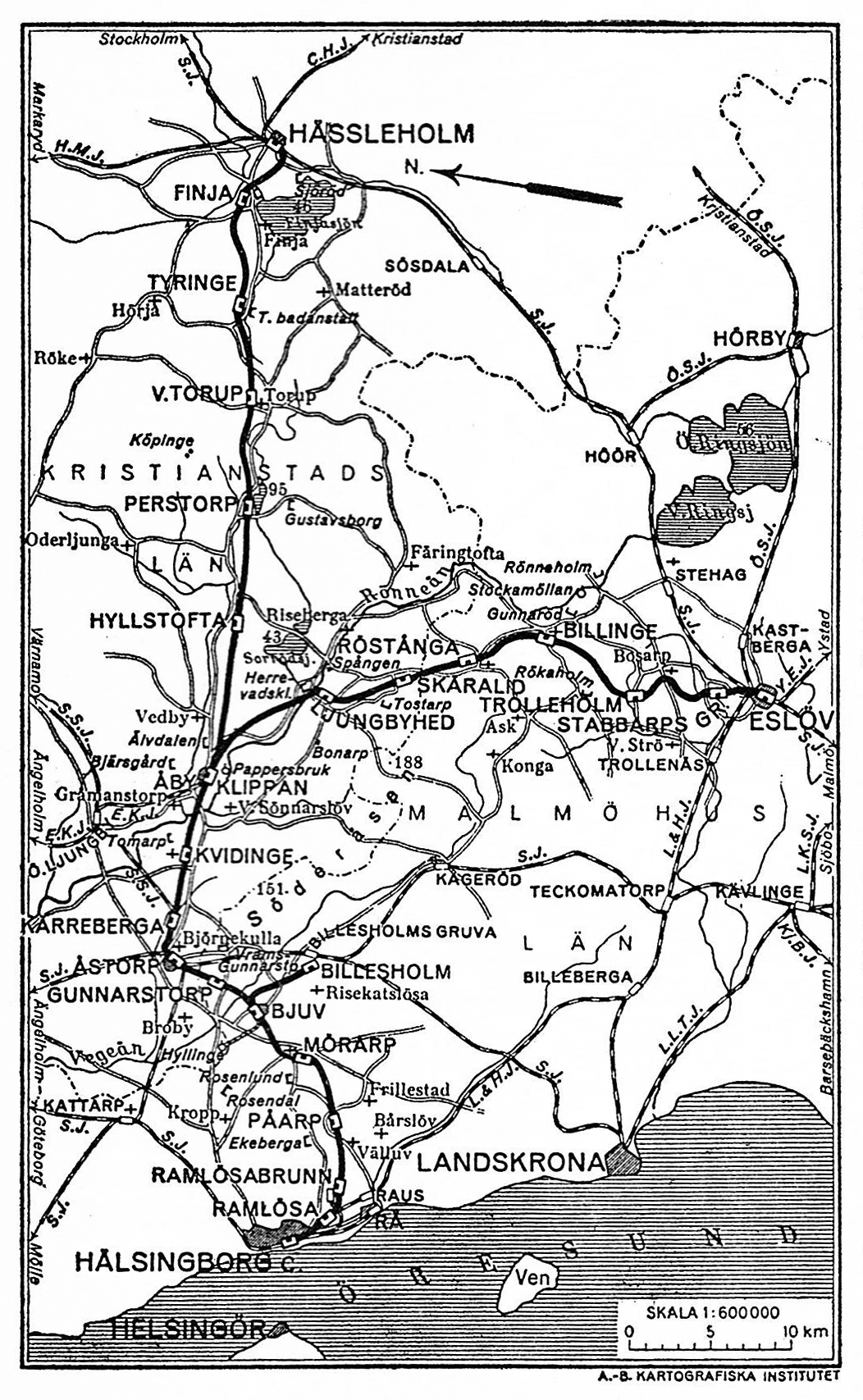
HHJ. Karta 1926.

## Bakgrund
Initiativet till denna järnvägslinje togs av spannmålshandlare och konsul Petter Olsson från Fleninge (1830-1911). Förslaget väcktes 1859 att förbinda Öresund med Södra stambanan norr om Finjasjön. Ett järnvägsmöte för finansieringen hölls i Helsingborg 8 augusti 1860 och då beräknades banan kosta 5 mkr. Finansieringen skulle ske med aktieteckning, varav större delen skulle tecknas av Helsingborgs stad. Staden valde att istället investera i Helsingborg-Landskrona-Eslövs Järnvägs AB som gick den genare vägen söder om Söderåsen och anslöt till stambanan i Eslöv.
Ett nytt järnvägsmöte ordnas den 30 augusti 1872 då behovet av järnväg ökats på grund av stenkolsbrytningen i Bjuv och Billesholm, Försvarets behov av transporter till Ljungbyheds exercisplats, och behovet av en snabbare förbindelse med Stockholm och Danmark. Ny kostnadsberäkning gjordes och man kom ner till 3,2 mkr vilket kunde finansieras aktieteckning på 450.000 kr från stenkolsbolagen i Kropp och Bjuv, 300.000 kr från Helsingborgs stad samt 100.000 kr personligen från konsul Petter Olsson. Dessutom överlät Vallåkra stenkolsaktiebolag koncessionen på en bibana mellan Bjuv och Billesholm till det nya bolaget. Den 14 februari 1873 stakades banan ut till Hässleholm från Mörarp och byggdes sedan av en dansk entreprenör.

## Historik
Banan invigdes den 17 mars 1875 och stinsen vid de större stationerna skötte då även postförmedlingen. Järnvägens var vid invigningen Skånes längsta och var 79 km. De tillkommande 5 km mellan Helsingborg och Ramlösa körde man på Landskrona & Helsingborgs Järnvägar (L&HJ). Järnvägen byggdes med en rälsvikt av 21,5 kg/meter, en största lutning av 10 promille och en minsta kurvaradie av 297 meter.
Tillsammans med L&HJ hade man redan 1874 skrivit ett avtal med danska järnvägen om ångbåtstrafik Helsingborg-Helsingör.
Stationerna var Helsingborgs C, Ramlösa, Ramlösa Brunn, Påarp, Mörarp, Bjuv, Gunnarstorp, Åstorp, Kärrebega, Kvidinge, Klippan, Hyllstofta, Perstorp, Tyringe, Finja och SJ stationen i Hässleholm. År 1890 anlades en station i Västra Torup.
År 1897 övertog HHJ Klippan-Röstånga Järnväg (KRJ), 19 km. Denna järnväg förlängdes med 21 km till Eslöv 1898. Från 1928 skötte HHJ även trafiken på Ängelholm-Klippans Järnväg (EKJ). Övriga sidolinjer som trafikerades av HHJ var Bjuv – Billesholm 1875–1934 och Bjuv – Hyllinge 1927–1934. 
HHJ förstatligades 1938 och tillhörde under några år de statliga järnvägsbolagen. År 1940 införlivades HHJ med Statens Järnvägar (SJ) och elektrifierades år 1943 på huvudlinjen Helsingborg-Hässleholm.
HHJ var en av de viktigaste enskilda järnvägarna i Skåne. Godstrafiken var omfattande och persontågen mellan Södra stambanan i Hässleholm och hamnstaden Helsingborg hade en kontinental prägel. Man köpte tidigt in tenderånglok och de modernaste loken hamnade efter förstatligandet hos SJ där de fick littera E4. I början av 1970-talet lades den lokala persontrafiken ner men återuppstod 1991 i länstrafikens regi då Pågatågen började trafikera  linjen Hässleholm-Helsingborg.

## Uniform
Maskinpersonalen (lokbesättningen) bar, till skillnad från de flesta samtida enskilda järnvägarna inte ett monogram med järnvägens förkortning i sin mössa, utan ett vinghjul krönt av ett griphuvud som symbol för Skåne. Mössprydnaden fastställdes i järnvägens uniformsreglemente 1888 och gällde till 1921.